# Natasha Henstridge
Natasha Henstridge (Springdale, 1974. augusztus 15. –) kanadai színésznő, modell.
A tizenévesen modellként dolgozó Henstridge 1995-ben debütált a filmvásznon A lény című sci-fi-thrillerrel, melynek még két további folytatásában szerepelt: A lény 2. (1998) és A lény 3. (2004). Egyéb, fontosabb filmjei közé tartozik a Bérgyilkos a szomszédom (2000), A Mars szelleme (2001) és a Már megint bérgyilkos a szomszédom (2004).

## Gyermekkora és családja
Springdale-ben (Új-Fundland és Labrador) született, Brian és Helen Henstridge gyermekeként, majd Fort McMurrayben (Alberta) nőtt fel. Egy fiútestvére van, Shane.

## Pályafutása

### Modellként
Tizennégy évesen megnyert egy modellversenyt, ezután szerződést ajánlottak fel neki. Egy évvel később Párizsba költözött, ahol reklámfilmekben és nyomtatott sajtótermékekben is szerepelt. Két, Európában töltött év után visszatért az amerikai kontinensre és további reklámfilmes szerepeket vállalt. Ekkor kezdett el érdeklődni a filmezés iránt és választotta a modellkedés helyett a színészi pályát.

### Színészi tevékenysége
Első filmjében, az 1995-ben bemutatott A lény című sci-fiben egy Sil névre hallgató, genetikailag módosított, földönkívüli-ember hibridet alakított. A fogságból kiszabadulva a női alakot öltött és magas libidóval rendelkező Sil gyilkolásba kezd, ezért egy szakértőkből álló csapat próbálja megállítani, mielőtt szaporodni tudna. A film bevétel szempontjából jövedelmezőnek bizonyult, 113 millió dolláros bevétellel. Henstridge a következő évben ezzel a filmjével MTV Movie Awards-ot nyert legjobb csók kategóriában. 1998-ban a film második részében Sil klónját, Eve-t formálta meg, de a folytatás pénzügyileg és kritikailag is megbukott.
A lény mellett Henstridge az 1990-es évek folyamán szerepelt még az Adrenalin (1996) című sci-fi-akciófilmben (Christopher Lambert) oldalán, valamint a szintén 1996-os Mindhalálig című Jean-Claude Van Damme-akciófilmben. A 2000-es évek elején feltűnt a Bérgyilkos a szomszédom (2000) és a Már megint bérgyilkos a szomszédom (2004) című bűnügyi vígjátékokban. 2001-ben főszerepet osztottak rá John Carpenter A Mars szelleme című sci-fi-horrorfilmjében, mely negatív kritikákat kapott. A lény harmadik, 2004-ben videón kiadott részében Henstridge rövid időre ismét Eve bőrébe bújt.

## Filmográfia

### Film
| Év   | Magyar cím                         | Eredeti cím                   | Szerep                  | Magyar hang      |
| ---- | ---------------------------------- | ----------------------------- | ----------------------- | ---------------- |
| 1995 | A lény                             | Species                       | Sil                     | Németh Zsuzsa    |
| 1996 | Adrenalin                          | Adrenalin: Fear the Rush      | Delon                   | Németh Kriszta   |
| 1996 | Mindhalálig                        | Maximum Risk                  | Alex Minetti            | Huszárik Kata    |
| 1998 | Ostrom alatt                       | Standoff                      | Mary                    | Agócs Judit      |
| 1998 | A lény 2.                          | Species II                    | Eve                     | Zakariás Éva     |
| 1998 | Belladonna                         | Bela Donna                    | Donna                   |                  |
| 1998 | Rövid pórázon                      | Dog Park                      | Lorna                   |                  |
| 2000 | Szerelem a négyzeten               | It Had to Be You              | Anna Penn               | Ruttkay Laura    |
| 2000 | Bérgyilkos a szomszédom            | The Whole Nine Yards          | Cynthia Tudeski         | Ősi Ildikó       |
| 2000 |                                    | A Girl, Three Guys, and a Gun | ötórai lány             |                  |
| 2000 | Halálnemek                         | A Better Way to Die           | Kelly                   | Xantus Barbara   |
| 2000 | Szívörvény                         | Bounce                        | Mimi Prager             | Spilák Klára     |
| 2000 |                                    | Second Skin                   | Crystal Ball            |                  |
| 2001 | A Mars szelleme                    | Ghosts of Mars                | Melanie Ballard hadnagy | Fullajtár Andrea |
| 2001 | Szánon nyert örökség               | Kevin of the North            | Bonnie Livengood        | Solecki Janka    |
| 2002 | Sporttolvajok                      | Steal                         | Karen                   | Spilák Klára     |
| 2004 | Már megint bérgyilkos a szomszédom | The Whole Ten Yards           | Cynthia Ozeransky       | Bertalan Ágnes   |
| 2004 | A lény 3.                          | Species III                   | Eve                     |                  |
| 2008 | Szex telefonhívásra                | Deception                     | Simone Wilkinson        |                  |
| 2009 |                                    | Anytown                       | Carol Mills             |                  |
| 2010 |                                    | Let the Game Begin            | Angela                  |                  |
| 2014 |                                    | Anatomy of Deception          | Alison Briggs nyomozó   |                  |
| 2014 |                                    | The Bronx Bull                | Sally                   |                  |
| 2014 |                                    | Badge of Honor                | Rebecca Miles           |                  |
| 2014 |                                    | The Christmas Switch          | Susan Wells             |                  |
| 2016 | Beront a terror                    | Home Invasion                 | Chloe                   | Szávai Viktória  |
| 2016 | Beront a terror                    | Home Invasion                 | Chloe                   | Orosz Anna       |
| 2016 |                                    | The Bronx Bull                | Sally Carlton           |                  |
| 2016 |                                    | Inconceivable                 | Valerie                 |                  |
| 2017 |                                    | The Black Room                | Jennifer                |                  |
| 2019 |                                    | House Red                     | Mary                    |                  |
| 2021 |                                    | The Unhealer                  | Bernice Mason           |                  |
| 2021 |                                    | Night of the Sicario          | Taylor Ward             |                  |
| 2021 |                                    | Hero Dog: The Journey Home    | Susan Wade              |                  |
| 2021 |                                    | This Game's Called Murder     | Mrs. Wallendorf         |                  |
| 2021 |                                    | Why?                          | Nina                    |                  |
| 2022 |                                    | 7th Secret                    | Olivia Divine           |                  |
| 2024 |                                    | Cinderella's Revenge          | tündéri keresztanya     |                  |

### Televízió

#### Tévéfilm
| Év   | Magyar cím                    | Eredeti cím          | Szerep                 | Magyar hang    |
| ---- | ----------------------------- | -------------------- | ---------------------- | -------------- |
| 1999 | Caracara – Az utolsó szemtanú | The Last Witness     | Rachel Sutherland      |                |
| 2002 | Hatalom és csillogás          | Power and Beauty     | Judy Exner             |                |
| 2005 | Özvegy a hegyen               | Widow on the Hill    | Linda Dupree Cavanaugh |                |
| 2010 | Kutyaszerencse                | You Lucky Dog        | Lisa Rayborn           | Kökényessy Ági |
| 2010 | Az ördög könnycseppje         | The Devil's Teardrop | Margaret Lukas         | Ruttkay Laura  |
| 2011 |                               | The Perfect Student  | Nicole Johnson         |                |
| 2012 | A karácsonyi ének             | A Christmas Song     | Diana                  |                |
| 2013 |                               | Cold Spring          | Sara                   |                |
| 2013 |                               | Against the Wild     | Susan Wade             |                |
| 2013 |                               | A Sister's Nightmare | Cassidy Ryder          |                |
| 2014 |                               | Nowhere Safe         | Julie Johnson          |                |
| 2016 |                               | Ice Girls            | Rose                   |                |
| 2016 | Divatos szerelem              | Summer in the City   | Kendall                |                |

#### Sorozat
| Év        | Magyar cím                           | Eredeti cím             | Szerep                    | Megjegyzések                                                                   |
| --------- | ------------------------------------ | ----------------------- | ------------------------- | ------------------------------------------------------------------------------ |
| 1997      | Végtelen határok                     | The Outer Limits        | Emma                      | 1 epizód                                                                       |
| 1997      |                                      | Homeboys in Outer Space | Zima                      | 1 epizód                                                                       |
| 1998      | South Park                           | South Park              | Ms. Ellen (hangja)        | 1 epizód (Tom szépségklinikája)                                                |
| 2000      | Az aranygyapjú legendája             | Jason and the Argonauts | Hüpszipülé                | - minisorozat (2 epizód) - magyar hangja: - Farkasinszky Edit - Németh Kriszta |
| 2002–2004 | Kémcsajok                            | She Spies               | Cassie McBain             | főszereplő (40 epizód)                                                         |
| 2002–2004 |                                      | Mostly True Stories?    | önmaga (házigazda)        | dokumentumsorozat                                                              |
| 2005–2006 | Az elnöknő                           | Commander in Chief      | Jayne Murray              | visszatérő szereplő (16 epizód)                                                |
| 2007      | Shark – Törvényszéki ragadozó        | Shark                   | Nicolette Ross            | 1 epizód                                                                       |
| 2008      | Kiskirályok                          | Would Be Kings          | ismeretlen szerep         | minisorozat (2 epizód)                                                         |
| 2008–2009 |                                      | Eli Stone               | Taylor Wethersby          | főszereplő (26 epizód)                                                         |
| 2009      | Impact – A becsapódás napja          | Impact                  | Dr. Maddie Rhodes         | minisorozat (2 epizód)                                                         |
| 2009–2010 |                                      | Time Jumper             | Charity Vyle (hangja)     | főszereplő (10 epizód)                                                         |
| 2010      | Haláli testcsere                     | Drop Dead Diva          | Claire Harrison           | 2 epizód                                                                       |
| 2011      | CSI: Miami helyszínelők              | CSI: Miami              | Renee Locklear ügynök     | 2 epizód                                                                       |
| 2011–2012 |                                      | The Secret Circle       | Dawn Chamberlain          | főszereplő (21 epizód)                                                         |
| 2014      | Doyle Köztársaság – Ketten bevetésen | Republic of Doyle       | Valerie O'Brien felügyelő | 3 epizód                                                                       |
| 2014      |                                      | Selfie                  | Mrs. Saperstein           | 3 epizód                                                                       |
| 2014      | Hawaii Five-0                        | Hawaii Five-0           | Caroline Porter           | 1 epizód                                                                       |
| 2015      | A szépség és a szörnyeteg            | Beauty & the Beast      | Carol Hall                | 3 epizód                                                                       |
| 2019–2022 |                                      | Diggstown               | Colleen                   | 11 epizód                                                                      |
| 2020–2023 |                                      | Medinah                 | Salma                     | 6 epizód                                                                       |

## Fontosabb díjak és jelölések
| Év   | Díj                   | Kategória                                        | Jelölt mű          | Eredmény |
| ---- | --------------------- | ------------------------------------------------ | ------------------ | -------- |
| 1996 | MTV Movie & TV Awards | legjobb csók (Anthony Guiderával megosztva)      | A lény (1995)      | Elnyerte |
| 1996 | MTV Movie & TV Awards | legjobb feltörekvő színész                       | A lény (1995)      | Jelölve  |
| 2008 | Gemini-díj            | legjobb női főszereplő (dráma- vagy minisorozat) | Kiskirályok (2008) | Jelölve  |

## Fordítás
- Ez a szócikk részben vagy egészben  a   Natasha Henstridge című angol Wikipédia-szócikk fordításán alapul.  Az eredeti cikk szerkesztőit annak laptörténete sorolja fel. Ez a jelzés csupán a megfogalmazás eredetét és a szerzői jogokat jelzi, nem szolgál a cikkben szereplő információk forrásmegjelöléseként.